# Thyreus denolii
Thyreus denolii är en biart som först beskrevs av Jakup Straka och Michael S. Engel 2012. Den ingår i släktet Thyreus och familjen långtungebin. Arten finns endast på Kap Verde-öarna.

## Beskrivning
Arten är övervägande svart utom på mundelarna, fötterna, främre delen av sjunde tergiten hos hanen samt främre delen av sterniterna, som är mörkbruna. Arten har dessutom vita fläckar på tergiternas sidor. Vingarna är lätt rökfärgade med mörkbruna till svarta ribbor. Behåringen är svart till gråbrun över större delen av kroppen, utom på delar av ansiktet, benen och mellankroppen, som har fjäderliknande, vit behåring. Kroppslängden är 8 till 10,5 mm hos honan, 7,5 till 10 mm hos hanen.
Arten är mycket lik de övriga Thyreus-arterna. Hanen kan emellertid skiljas från övriga arter genom att de vita markeringarna på sidorna av tergiterna 4, 5 och 6 är lika stora.

## Utbredning
Arten är endemisk för Kap Verde-öarna, och förekommer där på Sal, Boa Vista, Santiago och förmodligen även São Nicolau.

## Ekologi
Thyreus denolii är en boparasit, honan lägger sina ägg i bon av solitära bin ur släktet Amegilla där larven lever på det insamlade matförrådet efter det att värdägget eller -larven dödats. På Kap Verde-öarna finns ytterligare tre arter från samma släkte, Thyreus batelkai, Thyreus schwarzi och Thyreus aistleitneri. Även dessa är boparasiter, med samma värdarter som Thyreus denolii.

## Etymologi
Arten är uppkallad efter António de Noli, född omkring 1415, en forskningsresande från Genua som upptäckte Kap Verde-öarna 1456.